# Hugh Joseph Addonizio
Hugh Joseph Addonizio (Newark, 1914. január 31. – Red Bank, New Jersey, 1981. február 2.) amerikai olasz politikus. 1962-ben Leo P. Carlin utódjaként került szülővárosa polgármesteri székébe, 1970-ben Kenneth A. Gibson váltotta. Később korrupció miatt ítélték 10 év börtönre, amiből 5-öt töltött le.